# Benoît Joseph Labre

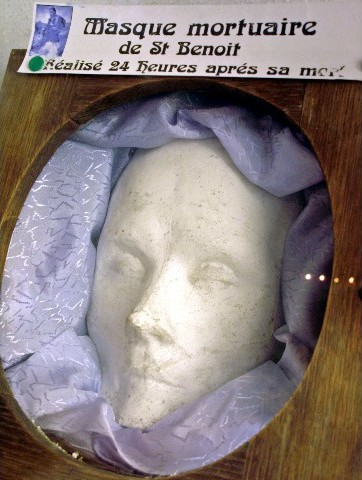
Totenmaske St. Benoîts

Benoît Joseph Labre, auch Benedikt Joseph Labre (* 26. März 1748 in Amettes, heute im Département Pas-de-Calais; † 16. April 1783 in Rom) war ein Pilger und Mystiker, der 1860 von Papst Pius IX. Pius IX. selig- und 1881 von Papst Leo XIII. heiliggesprochen wurde.

## Leben
Als Sohn aus wohlhabendem Elternhaus sollte er ursprünglich Priester werden. Nachdem er aber ein schlechter Schüler war, schien dieses Ziel unerreichbar zu sein. Im Alter von 18 Jahren wurde er von den Kartäusern in Neuville-sous-Montreuil abgewiesen. Als 21-Jähriger fand er Aufnahme in der Zisterzienserabtei von Sept-Fonts. Durch Krankheit konnte er aber auch hier die Weihe nicht erreichen. Bei den Trappisten wurde er dann doch in die Gemeinschaft aufgenommen, aber alsbald stellten sich unerklärliche Ängste ein und er floh aus dem Kloster.
Im Jahre 1770 machte sich Benoît nach seiner Genesung auf den Weg zu einer Pilgerreise nach Rom. Seinen Eltern schrieb er, er „habe endlich seine Bestimmung gefunden“. Über 7 Jahre pilgerte er durch Europa, um wichtige Stätten der Christenheit zu besuchen, und wurde als der „Vagabund Gottes“ bekannt. Auch Almosen ablehnend, lebte er dann weitere 6 Jahre unter äußerster Selbstverleugnung in Rom. Völlig entkräftet starb er am 16. April 1783 auf den Stufen der Kirche Santa Maria ai Monti in Rom, in denen seine sterblichen Überreste als Reliquien verehrt werden. Bei der Beisetzung des armen Bettlers waren die Straßen Roms gesäumt von unzähligen Gläubigen. In den nachfolgenden drei Monaten wurden 136 durch Benoît Joseph vollbrachte Heilungswunder verifiziert.

## Nachwirkung

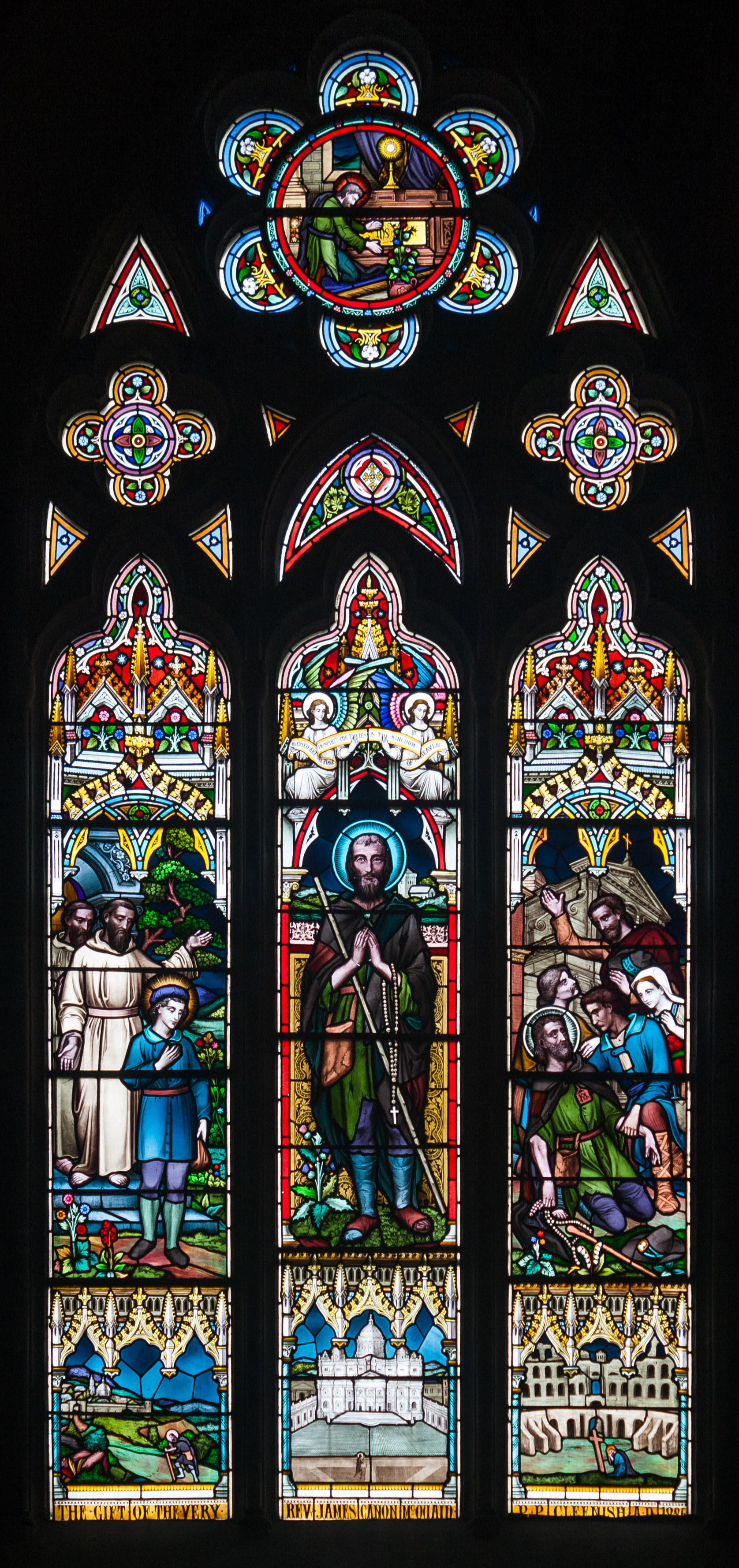
Glasmalerei in der Kathedrale von Monaghan von Earley & Powell. Das linke Fenster zeigt ihn beim Abschied von den Trappisten, das rechte Fenster zeigt Labre an seinem Todestag. In der Mitte ist er dargestellt mit dem Wanderstab, seiner Tasche und dem Rosenkranz.

Als James Donnelly, Bischof von Clogher, 1867 zum ersten Mal nach Rom kam, besuchte er das Grab von Labre, hielt dort eine Messe und betete für die Vollendung seiner Kathedrale in Monaghan, deren Baufortschritt wegen finanzieller Schwierigkeiten zum Erliegen gekommen war. Er gab das Versprechen, Labre in seiner Kathedrale zu gedenken, wenn die Vollendung gelingt und Labre heiliggesprochen wird. Das Versprechen wurde 1892 umgesetzt mit einer Labre gewidmeten Glasmalerei und einer Marmorstatue im Gang zum Kapitelsaal.
Benoît Joseph wurde 1881 von Papst Leo XIII. heiliggesprochen. In Rom ist er einer der volkstümlichsten Heiligen. Er gilt als Heiliger der Obdachlosen.
Als Protest gegen das Nazi-Regime veröffentlichte Reinhold Schneider 1943 seine Erzählung Vor dem Grauen, die Labre als Beispiel für glaubwürdiges Christsein darstellt.

## Namensgeber
In Trier trägt daher die Begegnungsstätte der Caritas als Benedikt-Labre-Haus seinen Namen.
In Köln trägt eine Organisation der Wohnungslosenhilfe den Namen Benedikt-Labre-Hilfe, in München gibt es die „Schwestern und Brüder vom heiligen Benedikt Labre e. V.“
In Graz (Österreich) ist die seit 20 Jahren bestehende Einrichtung VinziDorf Benedict Labre gewidmet. Im VinziDorf haben Menschen, die zuvor jahrelang auf der Straße gelebt haben, in Wohncontainern ein neues Zuhause gefunden. VinziDorf-Gründer ist der Pfarrer Wolfgang Pucher, dessen Organisation VinziWerke mittlerweile 33 Einrichtungen für Menschen am Rand der Gesellschaft (Bettler, Roma, Alkoholiker etc.) betreibt.
In Fátima (Portugal) trägt die Pilgerherberge des Bistums seinen Namen. Diese ist ein Donativo, d. h. eine kostenlose Unterkunft die freiwillige Spenden eigener Bemessung entgegennimmt.